# Ufa-Kristallpalast

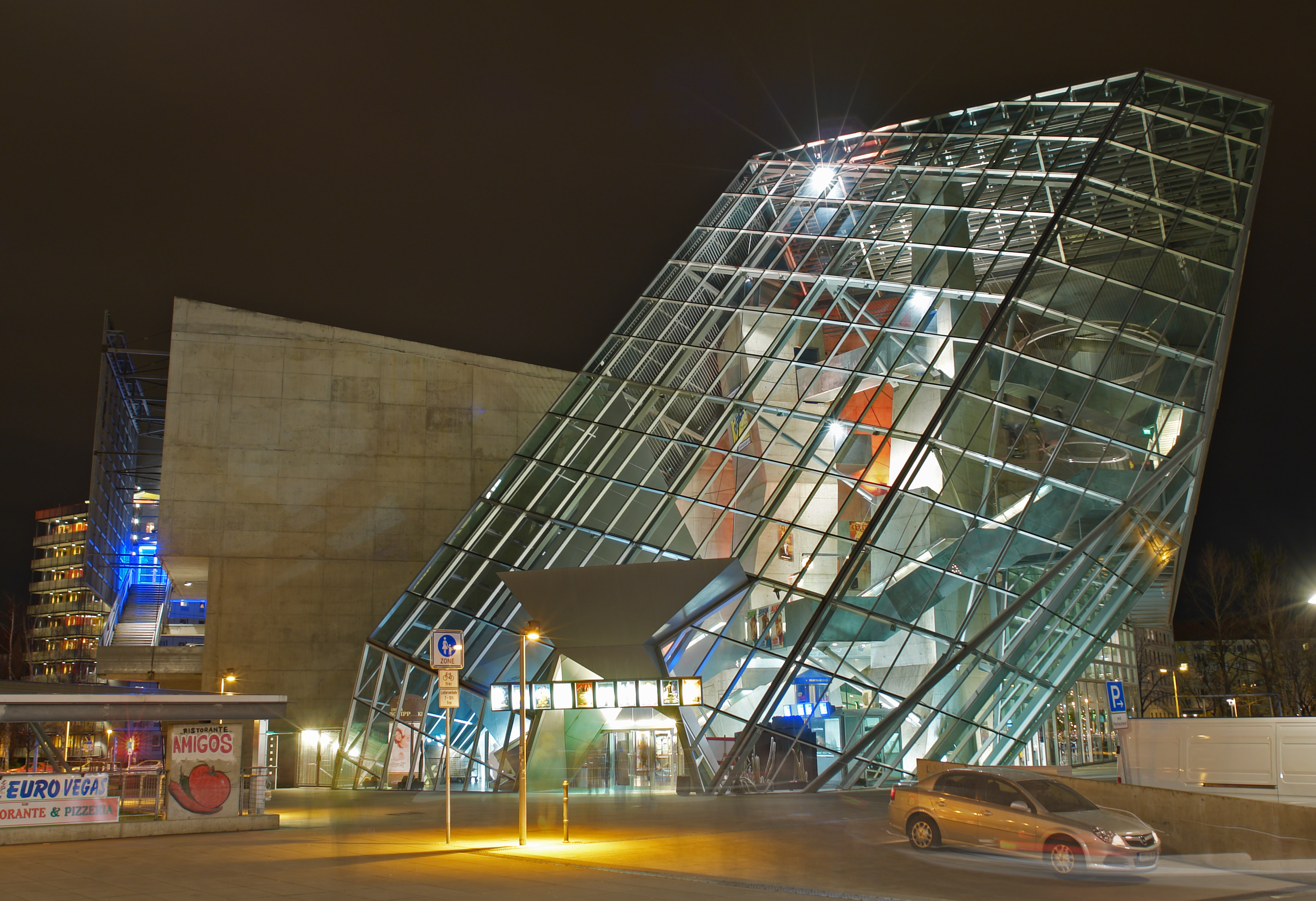
L'Ufa-Kristallpalast, de nuit.

L'Ufa-Kristallpalast est une salle de cinéma du centre-ville de Dresde, en Allemagne, située sur la voie St. Petersburger Straße, à proximité de l'avenue piétonne Prager Straße.
Construit en 1998 et conçu par le cabinet d'architectes viennois Coop Himmelb(l)au, le bâtiment se distingue par une architecture de style déconstructiviste.
Le lieu est desservi par la station Walpurgisstraße du tramway de Dresde.